# Bełdów

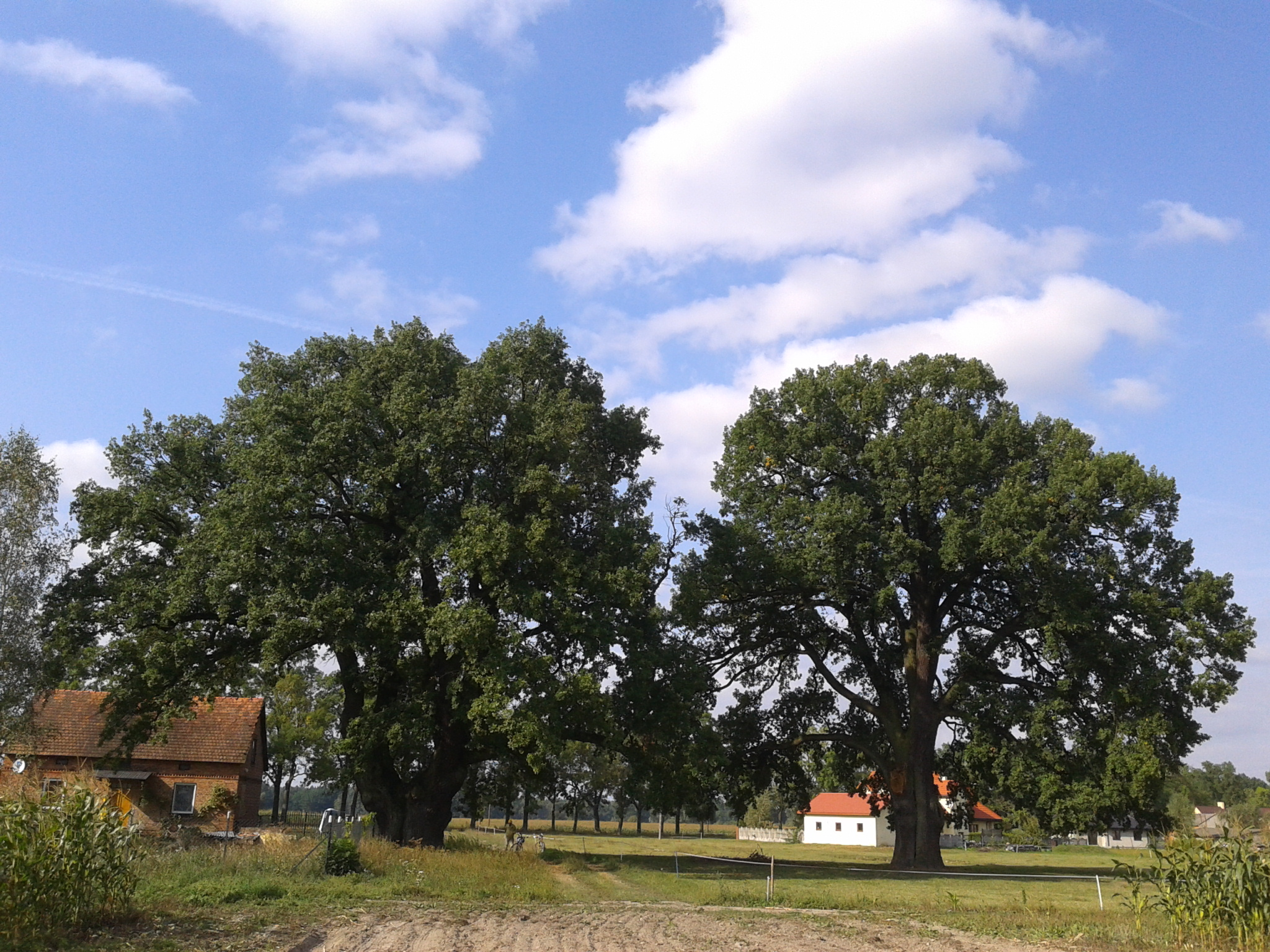
Dwa wielkie dęby w pobliżu posesji Bełdów 83, widok od strony pól.

Bełdów – wieś w Polsce położona w województwie łódzkim, w powiecie zgierskim, w gminie Aleksandrów Łódzki.
Obecnie znajduje się tu siedziba sołectwa i szkoła podstawowa.

## Historia
Jedna z najstarszych i najważniejszych wsi na obszarze gminy Aleksandrów Łódzki. Prawdopodobnie została założona przed 1138 r. Pierwsza wzmianka w źródłach pisanych o tej wsi pochodzi z 1386 r. 
W okresie przedrozbiorowym była to wieś szlachecka, już od przełomu XIV/XV wieku stanowiąca siedzibę parafii.
W roku 1597 odbyła się konsekracja nowego kościoła, wzniesionego przez dziedziców Bełdowskich herbu Jastrzębiec, w miejsce dawnego zrujnowanego. W roku 1840 kościół został gruntownie odnowiony.
Od roku 1765 przeszła w ręce rodziny Wężyków, którzy wznieśli r. 1854 na cmentarzu ozdobną, murowaną kaplicę grobową (Łaski, L.B., II, 376,) pozostając w ich własności do wieku XIX.
Do 1954 roku istniała gmina Bełdów. W latach 1954–1972 wieś należała i była siedzibą władz gromady Bełdów. W latach 1975–1998 miejscowość administracyjnie należała do ówczesnego województwa łódzkiego.

## Zabytki
Zachowało się tu do dziś sporo interesujących zabytków, głównie klasycystycznych z początku XIX wieku (kościół pw. Wszystkich Świętych, dwór szlachecki, cmentarz z kaplicą grobową). Budowniczym obecnego dworu, zachowanego w stylu klasycystycznym (neorenesansowym), był zapewne sędzia pokoju powiatu łódzkiego – Jan Wężyk (1816–1894). Dwór ten powstał prawdopodobnie w czasach nowożytnych, zapewne jednak stanął w miejscu jeszcze starszej, być może nawet późnośredniowiecznej siedziby Bełdowskich.
Dwór otacza, wspaniały niegdyś park krajobrazowy w stylu angielskim.
Według rejestru zabytków Narodowego Instytutu Dziedzictwa na listę zabytków wpisane są obiekty:
- kaplica cmentarna pw. Przemienienia Pańskiego, 1854, nr rej.: A/627 z 25.08.1967
- park dworski, 1 poł. XIX w., nr rej.: A/628 z 25.08.1967

W parku dworskim znajduje się budynek dawnej gorzelni z 1906 r.

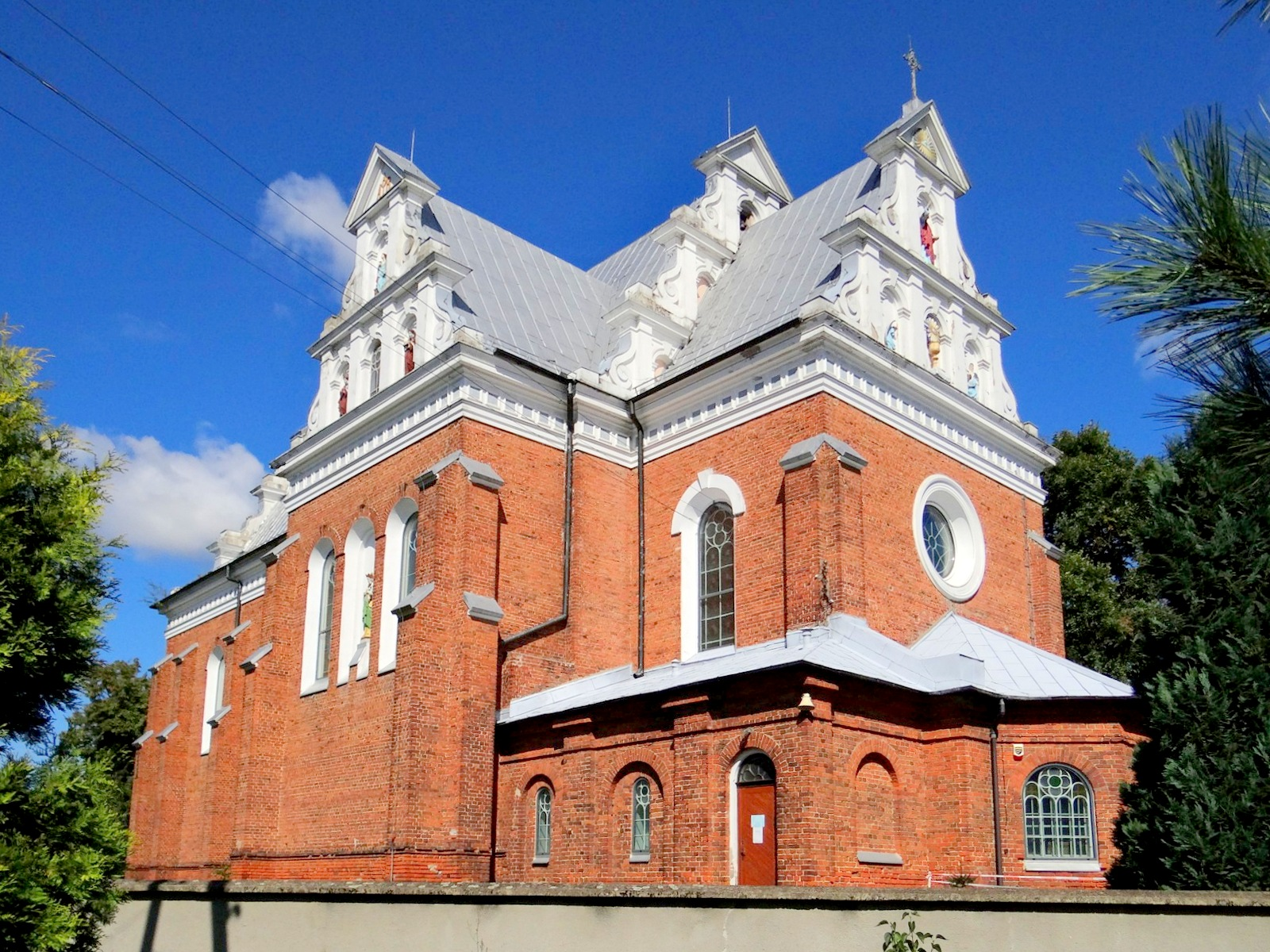
Kościół Wszystkich Świętych
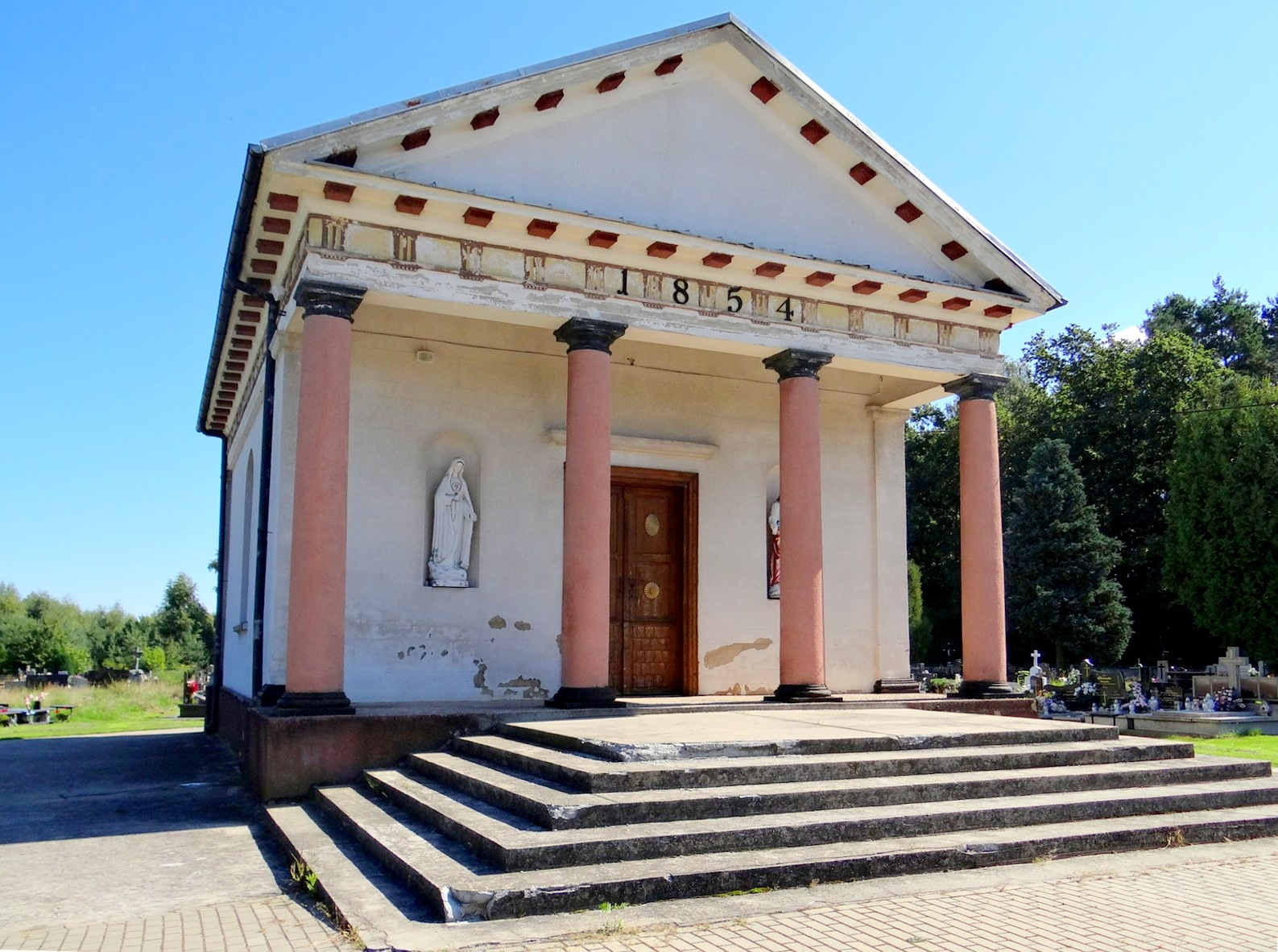
Klasycystyczna kaplica cmentarna Wężyków z 1854 r.
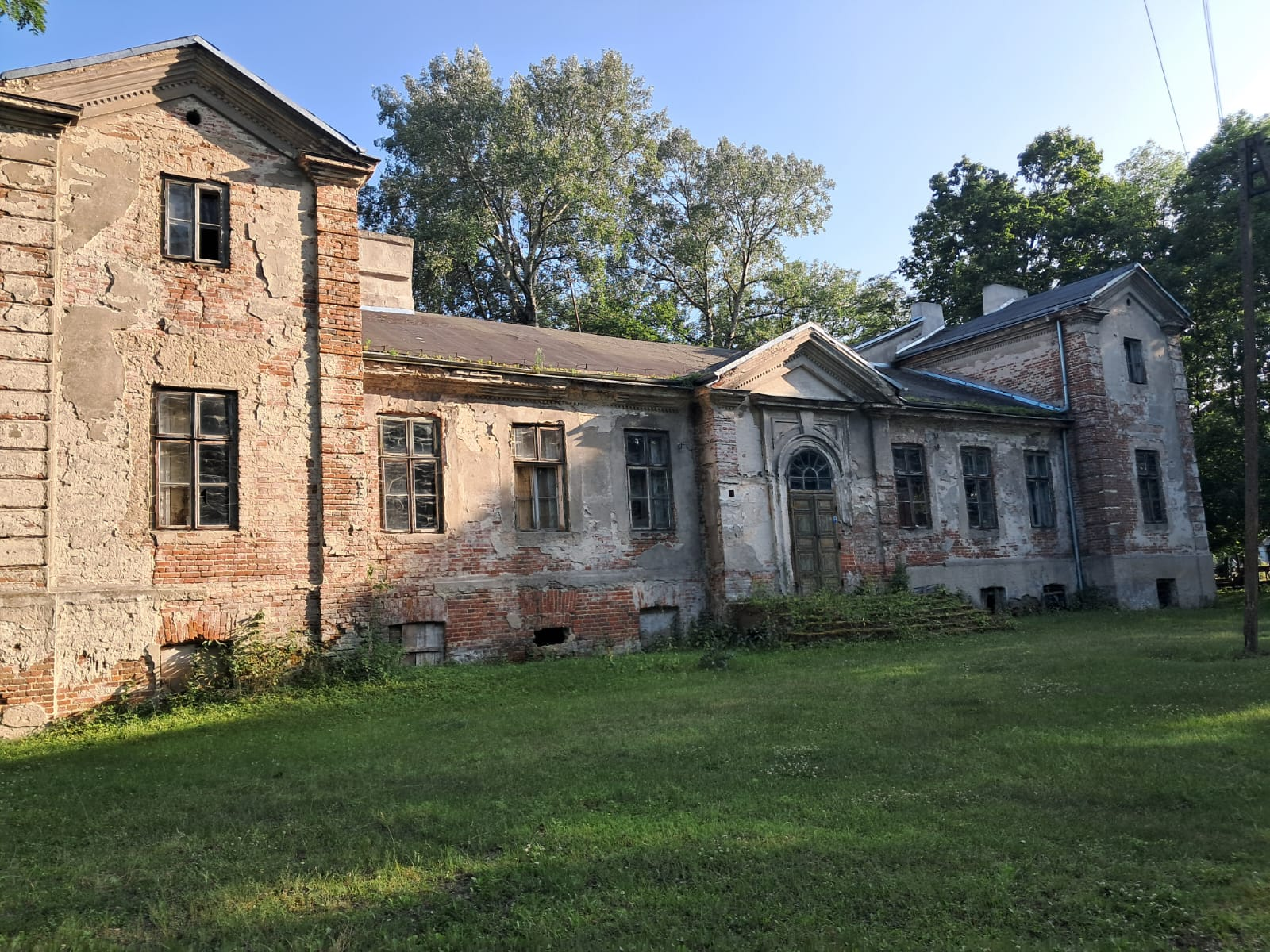
Dwór Wężyków
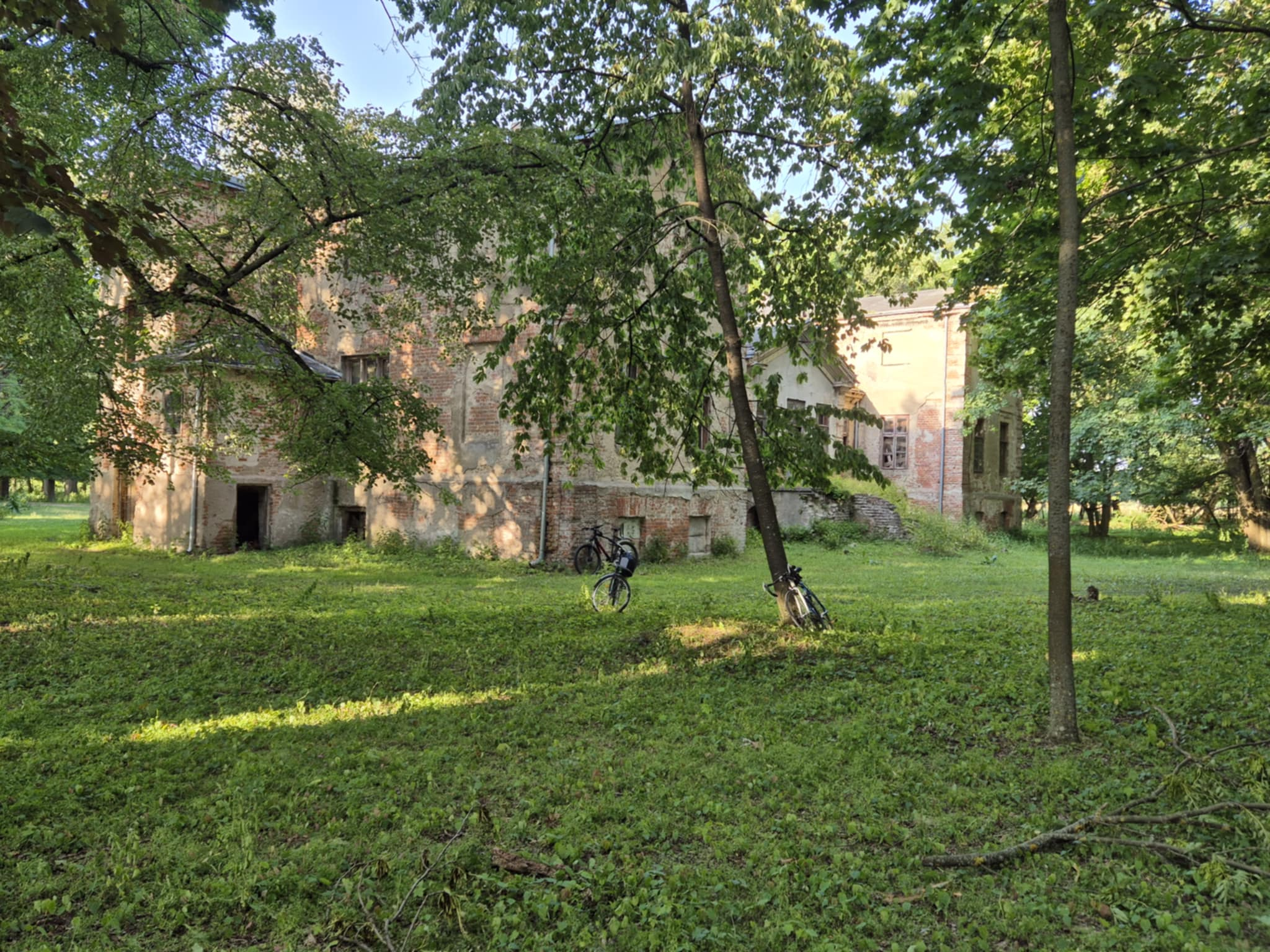
Park dworski
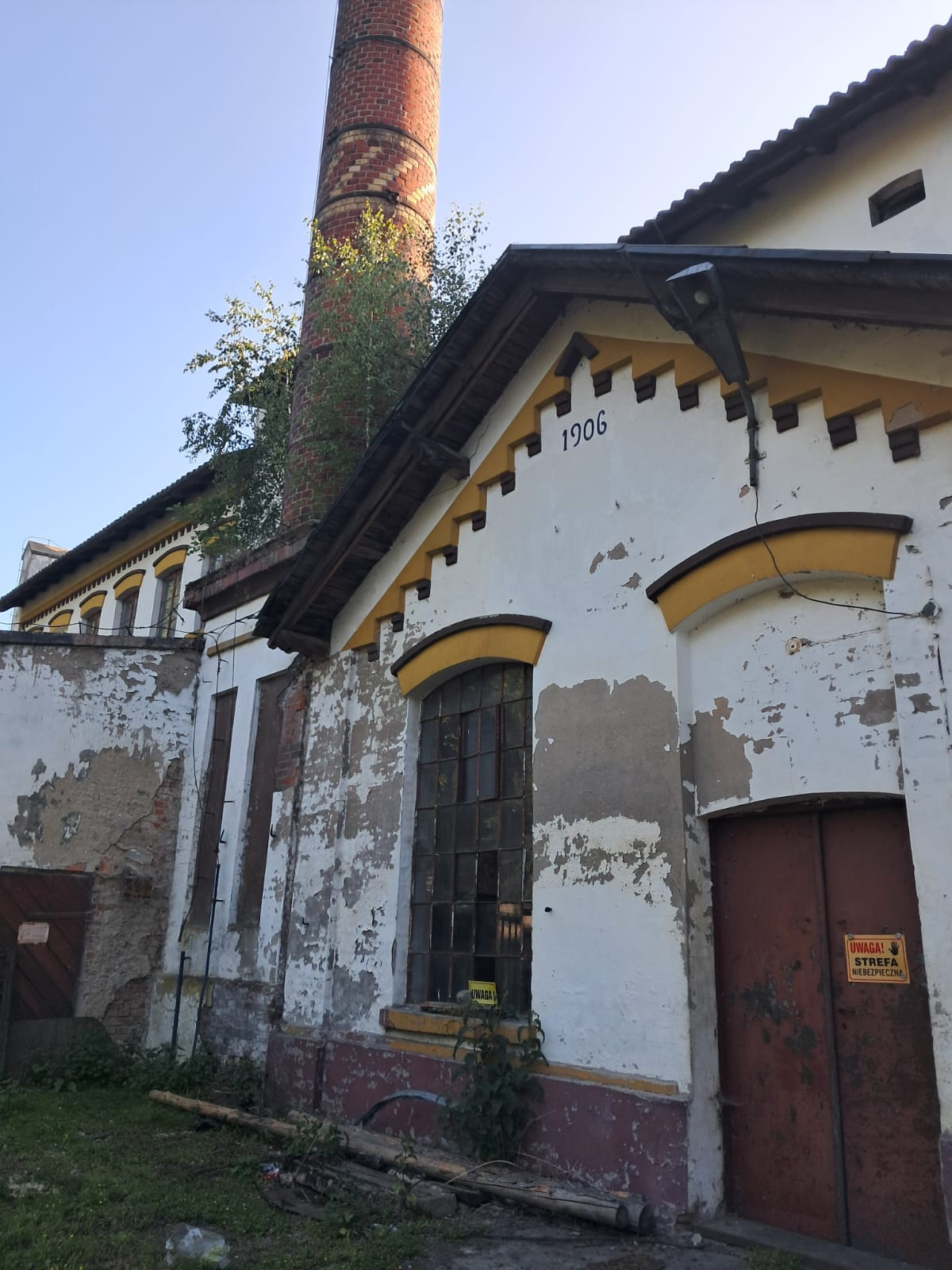
Gorzelnia z 1906 r.

## Przyroda
W Bełdowie znajduje się kilka bardzo ciekawych okazów drzew. W parku podworskim góruje ogromna, pomnikowa topola biała o obwodzie 680 cm i wysokości aż 39.5 metra. Rośnie wraz z innymi, równie wysokimi  topolami, które widać z odległości kilkuset metrów.
W pobliżu parku, nieopodal jednego ze stawów rośnie widoczny świetnie z drogi gminnej dąb szypułkowy o obwodzie 646 cm. Imponujący jest także jego obwód przy gruncie, wynoszący aż 10 metrów.
Natomiast w południowej części wsi, w pobliżu posesji Bełdów 83 rosną dwa dęby szypułkowe, z których jeden – o obwodzie aż 768 cm jest jednym z największych w województwie dębów. Na wysokości ok. 3 m rozdziela się na trzy potężne konary. Drugi okaz rośnie na pobliskim pastwisku, posiada obwód 631 cm, jego pień od strony północnej bardzo przypomina słynnego rogalińskiego Rusa. Wszystkie trzy dęby mają około 21-23 metrów wysokości.
Pomiary pochodzą z 2014 oraz 2015 roku.

## Wędkarstwo
Rzeczka Bełdówka i sąsiednie stawy rybne stanowią podstawę funkcjonowania gospodarstwa rybackiego i miejsce wypoczynku dla wielu wędkarzy.

## Zalew Zgniłe Błoto
Kilka lat temu niedaleko Bełdowa i sąsiedniej wsi Zgniłe Błoto rozpoczęto organizowanie nowego ośrodka wypoczynkowego z kąpieliskiem. Wykorzystano w tym celu kilka połączonych stawów. Już dziś można tu uprawiać żeglarstwo i sporty wodne. Niebawem mają powstać tu dalsze elementy infrastruktury turystycznej.
 przez wieś biegnie Łódzka magistrala rowerowa  (ukł. N-S)